# Râul Ciocazeaua Radoșului
Râul Ciocazeaua Radoșului este un curs de apă, afluent de dreapta al râului Aniniș din județul Gorj, România.

## Hărți
- Harta Munților Parâng [nefuncțională – arhivă]